# Елизаветовка (Раздельнянский район)
Елизаветовка (укр. Єлизаветівка) — село, относится к Раздельнянскому району Одесской области Украины.
Население по переписи 2001 года составляло 328 человек. Почтовый индекс — 67471. Телефонный код — 4853. Занимает площадь 1,115 км². Код КОАТУУ — 5123981403.

## Местный совет
67470, Одесская обл., Раздельнянский р-н, с. Егоровка